# Kogelseespitze
Die Kogelseespitze ist ein 2647 m ü. A. hoher Berg in den Lechtaler Alpen. Der mächtige Berg liegt nordwestlich der Parzinnspitze und ist von der Hanauer Hütte (1922 m) aus über den Südostrücken leicht zu erreichen. Touristisch zuerst bestiegen wurde die Kogelseespitze am 10. September 1881 von Anton Spiehler, dem Kurat Maurer und dem Bergführer Anton Wechner von Gramais aus.

## Lage und Umgebung
Die Kogelseespitze liegt zwischen dem Oberinntal im Südosten und dem Lechtal im Nordwesten. Benachbarte Berge sind im Norden, getrennt durch die Kogelseescharte (2497 m), die Bockkarspitzen (die Höchste 2602 m) und im Südosten, getrennt durch das Gufelseejoch (2281 m), die Parzinnspitze mit 2613 Metern Höhe. Nach Norden fällt das Gelände ab zum Kogelsee (Wasserspiegel auf 2171 m), nach Westen zum Otterbach, nach Osten zur Parzinnalpe und nach Südwesten zum Gufelsee und zur Hinteren Gufelalpe. Die nächstgelegene Siedlung ist Gramais im Gramaiser Tal, das etwa dreieinhalb Kilometer Luftlinie nordwestlich liegt.

## Besteigung
Die Kogelseespitze ist von der Hanauer Hütte und von Gramais aus unschwierig zu ersteigen. Beide Routen eignen sich auch als Schitour.